# Мисник Прокіп Дмитрович
Мисник Прокіп Дмитрович (1915, Біївці Лубенського району — 1978) — український письменник, критик, журналіст.
У 1938 році закінчив Ніжинський педагогічний інститут імені М. В. Гоголя. Автор книжок «Утвердження гуманізму», «Людяність, правда, краса», «Іван Ле», «Старовинний перстень з черепашкою». Колишній редактор журналів «Література в школі», «Українська мова і література в школі». Член Спілки письменників України.